# Makmun Murod

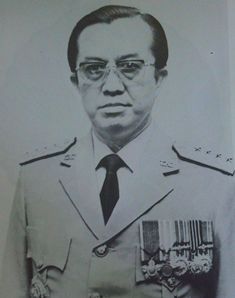
Makmun Murod

Makmun Murod (* 24. Dezember 1924 in Baturaja, Südsumatra; † 13. September 2011 in Jakarta) war ein indonesischer General und Diplomat, der unter anderem zwischen 1962 und 1967 Kommandeur des Regionalen Militärkommandos IV Srivijaya, zwischen 1969 und 1970 Kommandeur des Regionalen Militärkommandos V Jaya, von 1970 bis 1971 Kommandeur des Strategischen Heeres-Reservekommandos (Kostrad) sowie zwischen 1974 und 1978 Chef des Stabes des Heeres der Streitkräfte Indonesiens war.

## Leben
Am 28. August 1962 löste er Generalmajor Harun Sohar Kommandeur des regionalen Militärkommandos Kodam IV/Srivijayaab und hatte diese Funktion bis zum 17. Juni 1967 inne, woraufhin Generalmajor Ishaq Djuarsa seine Nachfolge antrat. 1969 wurde er als Generalmajor Nachfolger von Generalmajor Amir Machmud Kommandeur des Regionalen Militärkommandos V Jaya und übte diese Funktion bis zu seiner Ablösung durch Generalmajor Poniman 1970 aus. Er selbst wurde daraufhin am 20. Februar 1970 als Nachfolger von Generalmajor Wahono Kommandeur des einflussreichen Strategischen Heeres-Reservekommandos Kostrad (Komando Cadangan Strategis TNI-Angkatan Darat) und verblieb in dieser Verwendung bis zum 26. Dezember 1971, woraufhin Generalmajor Wahono abermals seine Nachfolge antrat. Danach wurde er erst Kommandeur des Nationalen Strategischen Kommandos KOSTRANAS (Komando Strategis Nasional) sowie 1972 als Generalleutnant Kommandeur des Regionalen Verteidigungskommandos Kowilhan (Komando Wilayah Pertahanan) II.
Am 10. Mai 1974 wurde General Makmun Murod als Nachfolger von General Surono Reksodimedjo Chef des Stabes des Heeres KASAD (Kepala Staf TNI Angkatan Darat) der Streitkräfte Indonesiens und bekleidete diesen Posten bis zum 1. Januar 1978, woraufhin General R. Widodo seine Nachfolge antrat. 1978 löste er Mohamad Hasan als Botschafter in Malaysia ab und verblieb auf diesem Posten bis 1981, woraufhin Rais Abin ihn ablöste. Er war daneben auch Vize-Vorsitzender des Obersten Beirates DPA (Dewan Pertimbangan Agung) sowie Vorsitzender des Verbandes ehemaliger Militärangehöriger (Ketua Umum Persatuan Purnawirawan ABRI).